# 八睪澤蛭
八睪澤蛭（学名：Helobdella octatestisaca）为舌蛭科澤蛭屬下的一个种。